# Michel de Saint-Martin
 (mars 2010).
Si vous disposez d'ouvrages ou d'articles de référence ou si vous connaissez des sites web de qualité traitant du thème abordé ici, merci de compléter l'article en donnant les références utiles à sa vérifiabilité et en les liant à la section « Notes et références ».
L'abbé Michel de Saint-Martin, écuyer, sieur de la Mare du Désert, Marquis de Miskou en Nouvelle-France, né à Saint-Lô le 1er mars 1614, mort à Caen le 16 novembre 1687, inhumé en sa chapelle privée des Cordeliers. Docteur en théologie il est recteur de l'Université de Caen. Personnage excentrique, il est aussi connu sous les sobriquets de l'« abbé Malotru » et de « Saint-Martin de la Calotte»

## Biographie
L'abbé Michel de Saint-Martin est le fils de Michel de Saint-Martin de Cavigny et de Marie du Quesnay du Thou.
La famille de Saint-Martin descendait de Michel Martin, devenu sieur de Saint-Martin, drapier normand qui s'était intéressé à une Compagnie du Canada, qui se prétendait seigneur de Miscou et affirmait y avoir fait fortune. Le marquisat de Miscou a prétendument été créé par Louis XIII. Cependant, aucune lettre patente, créant ce prétendu marquisat ne nous est parvenue).
Disgracié par la nature, il a une physionomie difforme : le front est tout plat, le nez de même, n'excédant pas la hauteur des joues de plus d'épaisseur d'un doigt ; mais en revanche, le nez est large de quatre bouts de doigts. La bouche est fendue jusqu'au oreilles, bordée de lèvres qui dépassent la longueur du nez ; les cheveux sont très roux.
Cependant, ses parents, ayant reconnu chez lui un esprit très vif et pénétrant, prennent grand soin de son éducation. Vers l'âge de 12 ans, son père l'envoie quelque temps à Paris dans le but de le débarrasser de son accent local, choquant pour les oreilles de personnes de condition.
Ensuite, vers 1627, il l'installe avec son frère puîné, à Caen, dans un logis de la place Royale (actuelle place de la République), entre cour et jardin. C'est là que chaque matin, pour se rendre au collège du Mont, tenu par les Jésuites, part un petit cortège de bonne mine : Michel et Paul de Saint-Martin, dans leurs habits d'écarlate ou leurs justaucorps d'argent, accompagnés de leur précepteur le sieur Julin de La Hardonnière, et suivis à distance respectueuse d'un valet portant les écritoires et les livres. Les Jésuites envoient ensuite Michel de Saint-Martin terminer ses études au collège de La Flèche.
Ses classes achevées, il part affiner son esprit et son goût à Paris ; c'est là qu'il se sent appelé à la carrière ecclésiastique. Il suit d'abord les cours de théologie en Sorbonne ; puis se diriger vers Rome où, en 1646, il obtient le grade de docteur en théologie et est créé protonotaire apostolique ; enfin il revient à Caen en 1648, avec la réputation d'un jeune, riche et savant ecclésiastique.
Au cours de l'année 1653, il choisit de demeurer en face du palais de l'Université, tout près des Cordeliers, dans un bel et vaste hôtel qu'il se plaît à décorer avec somptuosité. Ne va-t-il pas être pourvu du rectorat ? Dans cette haute charge, il se montre administrateur intelligent, désireux du bon ordre, de la régularité et du progrès dans les études.
Écrivain, il veut être ; écrivain il devient, répandant sans trêve, dans le public, des opuscules innombrables, dont quelques-uns sont dictés par un sentiment de reconnaissance, tel celui qui est consacré au "Bon et libéral officier" que fut son parrain Jean du Bois, procureur, le Vincent-de-Paul de sa ville natale.
Il veut aussi que tout le monde sache qu'il est d'une famille riche : il le clame assez haut dans sa réponse au pasquin de son cousin, M. du Bois : « Vous me reprochez de n'être pas né noble, mais vous vous trompez fort, car mon père était un négociant de haut rang, dès il y a plus de 80 ans, ce que je tiens à grand honneur. Jamais mon père n'a tenu boutique à Saint-Lô ; il achetait quelquefois toute la draperie tant de la foire de Caen que de celle de Guibray, valant chacune quarante ou cinquante mille escusz qu'il faisait envoyer par toute la France, et une partie passait en Allemagne, en Syrie et au levant dont il revenait de grands deniers ; et il contribuait à faire vivre vingt ou vingt cinq mille personnes qui auroient esté sans employ, ou ils auroient vécu dans la misère : ce qui lui donnait le moyen d'acquérir de belles terres nobles et de belles parties de rente dont il lui en était dû depuis Paris jusques aux portes du Mont Saint Michel ».
Il ne manque pas également de décrire le bel hôtel que son père possède à Saint-Lô « avec ses trois corps de logis, ses cours, ses terrasses, ses jardins,s es cuisines, ses celliers et ses écuries », ce qui répondait d'ailleurs à la réalité.
Très soucieux de sa santé, il se lie lié aux eaux de Bourbon-l'Archambault, avec M. de Lorme que Madame de Sévigné appelle quelque part "Le vieux de la Montagne" on ne sait pourquoi.
Avec un fond de solide piété, Michel de Saint-Martin est très bienfaisant, très charitable, animé des meilleurs intentions . Mais pour rappeler les paroles de M. Émile Travers « il était ridiculement infatué des talents dont il se croyait doué, de la noblesse récente de sa famille, de sa grosse fortune peut être même, tant il avait peu de jugement de sa figure ridicule. Cela faisait oublier ses générosités dont profitèrent largement non seulement et avant tout les déshérités, mais encore ses parents, la ville et l'université de Caen, ainsi que le ville de Saint-Lô qui l'avait vu naître ».
Entre autres largesses envers Saint-Lô, c'est lui qui fonde la Messe de midi en l'église Notre-Dame, d'après une tradition qui n'est appuyée sur aucun texte. Afin de réparer le sacrilège commis contre la statue de la Vierge du portail, il fait la fondation de la Procession dont l'acte est conservé aux Assises de la Vicomté de Saint-Lô, le 22 juin 1651.
Ses libéralités à l'égard de sa famille ne sont pas moins importantes.
Lorsqu'en 1641,la succession de son père est ouverte, « Michel de Saint-Martin, escuier, prestre, fils et héritier en sa partie de feu Michel de Saint-Martin, escuier, seigneur de Cavigny, des Hayes, de La Mare et autres lieux, en présence de Paul, Raphaël et Nicolas de Saint-martin, escuiers, ses frères puinés, leur quitte, cède et délaisse toute la part et portion héréditaires qui lui appartenait en la succession, se réservant seulement la propriété et jouissance de la terre de la Crevonnière, sise dans les paroisses d'Hébécrevon et d'Agneaux, avec 1 200 livres de pension payable aux jours Saint Michel et Noël, prenable sur l'intégrité de la successions, mais particulièrement sur la terre de la Mare du Désert. »
À la fin de l'acte se trouve la mention suivante : « Et ce fut fait pour la bonne amityé que je porte à mes dits frères et le désir que j'ay autant qu'il m'est possible confirmer notre maison et famille en son entier. En tesmoin de quoy jay signé avec mes frères ».
Vers la fin de sa vie, l'abbé de Saint-Martin est victime d'une supercherie. Lorsque le chevalier Alexandre de Chaumont, premier ambassadeur français au Royaume de Siam, rentre en France, en 1686, quelques farceurs font croire à l'abbé que des ambassadeurs sont venus d'Asie pour faire de lui un grand mandarin. Cette anecdote est à l'origine du récit La Mandarinade, ou histoire comique du mandarinat de M. l'abbé de Saint-Martin, marquis de Miscou, docteur en théologie, protonotaire apostolique, recteur en l'université de Caen, etc... (1738) de Charles-Gabriel Porée.